# Свинцово-кадмиевый элемент
Свинцо́во-ка́дмиевый элеме́нт — первичный резервный химический источник тока, в котором анодом является кадмий, катодом — диоксид свинца, а электролитом — водный раствор серной кислоты. Отличается высокой мощностью.

## История изобретения
В 1836 году Джон Ф. Даниэль (John F. Daniell), английский химик, изобрёл улучшенную батарею, которая производила более стабильный ток, чем устройство Вольты. До сих пор все батареи были составлены из первичных ячеек. Это означало, что они не могли перезаряжаться. В 1859 году французский физик Гастон Планте (Gaston Plante) изобрел первую перезаряжающуюся батарею — аккумулятор. Этот аккумулятор был на свинцово-кислотной основе, которая всё ещё используется и сегодня.

## Параметры
- Теоретическая энергоёмкость:
  - Удельная энергоёмкость: до 120 Вт·ч/кг.
  - Удельная энергоплотность: до 90 Вт·ч/дм3.
- ЭДС: 2,2 вольта.
- Рабочая температура:-30 +25